# A Love Trilogy
A Love Trilogy (español: Una trilogía de amor) es el tercer álbum de la cantante Donna Summer. Fue lanzado en la primavera de 1976, unos pocos meses después del lanzamiento internacional del sencillo y álbum Love to Love You Baby. La naturaleza y audacia sexual de esa canción le valió a Summer el sobrenombre de "la primera dama del amor". 
Durante este período los trabajos de Summer se estaban distribuyendo en los Estados Unidos por Casablanca Records, los cuales deseaban que la cantante siguiera representando esta imagen, a pesar de que Donna no se sentía muy cómoda con esto. 
Como tal, A Love Trilogy continuó con la idea de destinar un lado del álbum para una sola canción, pero dividida en cuatro partes que representan las fases de una relación amorosa y sexual: el primer encuentro ("Try Me"), una mayor intimidad ("I Know" y "We Can Make It") y la consumación del acto ("Try Me, I Know We Can Make It"). Esta canción fue el segundo sencillo del álbum, el cual se convirtió en la segunda de su carrera en alcanzar el #1 en el Hot Dance Club Play de Billboard.
El lado B del álbum contiene tres canciones disco de índole sexual, entre ellas una versión de "Could It Be Magic" (original de Barry Manilow) que fue lanzado como el primer sencillo del álbum y que alcanzó el #3 en la lista dance. Además, la versión se convirtió en uno de los clásicos de la cantante, junto con ser el sencillo más exitoso del álbum.
Las últimas canciones del álbum, "Wasted" y "Come With Me", representan a la perfección el estilo seguido por Donna y sus productores en el momento: una fusión de música soul con electrónica, destacándose por la voz y sus letras de carácter romántico-erótico.
La carátula del álbum muestra a Summer flotando alegremente entre nubes, lo cual propició más la imagen de la cantante como una figura de fantasía.
A Love Trilogy vendió bastante bien en todo el mundo (fue el segundo álbum consecutivo en ser certificado oro en los Estados Unidos), pero no logró superar el éxito de Love to Love You Baby. Versiones editadas de "Try Me, I Know We Can Make It" y "Could It Be Magic" marcaron posiciones en bastantes países, pero las ventas no se acercaron a las del exitoso sencillo.

## Lista de canciones

### Lado A
| N.º | Título                          | Escritor(es)                                 | Duración |  |
| 1.  | «Try Me, I Know We Can Make It» | Donna Summer, Giorgio Moroder, Pete Bellotte | 17:59    |  |

### Lado B
| N.º | Título                   | Escritor(es)                     | Duración |  |
| 2.  | «Intro: Prelude to Love» | Summer, Moroder, Bellotte        | 1:06     |  |
| 3.  | «Could It Be Magic»      | Barry Manilow, Adrienne Anderson | 5:15     |  |
| 4.  | «Wasted»                 | Moroder, Bellotte                | 5:09     |  |
| 5.  | «Come With Me»           | Moroder, Bellotte                | 4:22     |  |

## Personal
- Donna Summer: voz principal
- Giorgio Moroder: bajo, sintetizador
- Madeline Bell, Sunny Leslie, Sue Glover: coros
- Otros músicos en este álbum fueron conocidos colectivamente como "Munich Machine", quienes trabajaron en varias producciones del dúo Moroder/Bellotte durante este período.
- "Munich Machine": Thor Baldursson (arreglo de cuerdas), Frank Diez (guitarra), Keith Forsey (batería), Martin Harrison (batería), Molly Moll (guitarra) y Gary Unwin (bajo).

## Producción
- Producido por Giorgio Moroder y Pete Bellotte
- Arreglado por Moroder y Thor Baldursson
- Ingenieros: Juergen Koppers, Mack y Hans Menzel

## Posicionamiento

### Álbum
| Lista/País (1976)                | Posición más alta |
| -------------------------------- | ----------------- |
| Alemania                         | 24                |
| Austria                          | 8                 |
| España                           | 1                 |
| Italia                           | 1                 |
| Noruega                          | 14                |
| Suecia                           | 18                |
| UK Albums Chart                  | 41                |
| Billboard Top R&B/Hip-Hop Albums | 16                |
| Billboard 200                    | 21                |

### Sencillos
| Sencillo                        | Bandera de Alemania | Bandera de los Países Bajos | Bandera de Canadá | [ 2 ] | 1  | 2 | 3  |
| ------------------------------- | ------------------- | --------------------------- | ----------------- | ----- | -- | - | -- |
| "Could It Be Magic"             | 23                  | 2                           | 45                | 40    | 21 | 3 | 52 |
| "Try Me, I Know We Can Make It" | 42                  | -                           | -                 | -     | 35 | 1 | 80 |

Notas:
- 1 Billboard Hot Soul Singles
- 2 Billboard Hot Dance Club Play
- 3 Billboard Hot 100

### Certificaciones
| País           | Asociación | Certificación | Fecha                  |
| -------------- | ---------- | ------------- | ---------------------- |
| Estados Unidos | RIAA       | Oro           | 1976                   |
| Reino Unido    | BPI        | Plata         | 1 de noviembre de 1976 |
| Reino Unido    | BPI        | Oro           | 2 de noviembre de 1977 |